# Цветан Атанасов
Цветан Славев Атанасов (болг. Цветан Славев Атанасов, нар. 10 квітня 1948) — болгарський футболіст, що грав на позиції півзахисника за клуб ЦСКА (Софія), а також національну збірну Болгарії. Також футбольний тренер.
Семиразовий чемпіон Болгарії. 

## Клубна кар'єра
У дорослому футболі дебютував 1966 року виступами за команду ЦСКА (Софія), кольори якої і захищав протягом усієї своєї кар'єри гравця, що тривала одинадцять років.  Більшість часу, проведеного у складі софійського ЦСКА, був основним гравцем команди. За ці роки сім разів виборював титул чемпіона Болгарії.

## Виступи за збірну
1968 року дебютував в офіційних матчах у складі національної збірної Болгарії.
Загалом протягом кар'єри у національній команді, яка тривала 7 років, провів у її формі 9 матчів, забивши 2 голи.

## Кар'єра тренера
1995 року деякий час очолював тренерський штаб свого рідного ЦСКА (Софія).

## Титули і досягнення
- Чемпіон Болгарії (7):

ЦСКА (Софія): 1965-1966, 1968-1969, 1970-1971, 1971-1972, 1972-1973, 1974-1975, 1975-1976